# Willkommen in Cedar Rapids
Willkommen in Cedar Rapids (in Anlehnung an die amerikanische Stadt Cedar Rapids in Iowa) ist eine US-amerikanische Filmkomödie aus dem Jahr 2011.

## Handlung
Der naive Versicherungsvertreter Tim Lippe hat sein ganzes Leben in dem kleinen, beschaulichen Ort Brown Valley in Wisconsin verbracht und diesen bisher noch nie verlassen. Einzige Ausnahme von diesem Bilderbuch-Leben ist seine Affäre mit seiner ehemaligen Lehrerin Marcy Vanderhei, mit der er wöchentlich ins Bett geht und die seine Beraterin in allen wichtigen Fragen des Lebens ist. Die Teilnahme an einem Versicherungskongress ist für ihn absolutes Neuland, zumal dieser nicht zuletzt auch noch in der nach seinen Maßstäben riesigen Metropole Cedar Rapids stattfindet. Dort angekommen, nehmen die drei altgedienten Konferenzveteranen Dean, Joan und Ronald, den Grünschnabel unter ihre Fittiche und zeigen ihm, wo es langgeht. So versucht Lippe sich an Alkohol und Drogen und wird auch für ihn untypisch von einer Teilnehmerin angeflirtet, mit der er später im Bett landet. Er erfährt von ihr, das die für ihn so wichtige Auszeichnungen von seinem erfolgreichen Vorgänger erkauft wurden. Bei einem Gespräch mit dem Präsidenten bietet Lippe 1500 Dollar für die Auszeichnung an, was der Präsident dankend annimmt. Jedoch plagen den stets korrekten Tim nun Schuldgefühle. Bei einer Zeremonie geht er ans Mikrofon und beichtet seine Taten. Im Nachhinein kündigt er auch seinem Chef und will sich von nun an selbständig machen. Zusammen mit seinen neuen Freunden gründet er eine neue Agentur.

## Hintergrund
Obwohl der Film in Cedar Rapids in Iowa spielt, wurde er in Ann Arbor in Michigan gefilmt. Der Grund hierfür waren steuerliche Vorteile des Staates Michigan, wodurch Filme, die in Ann Arbor gedreht wurden, steuerliche Vergünstigungen von 42 % erhielten.

## Kritik
David Steinitz schrieb in der Süddeutschen Zeitung über den Film: "Der naive Held fällt in großem Tohuwabohu in die Welt, lernt ein bisschen was von ihr - sie aber vor allem von ihm. Das Skurrile balanciert dabei immer sehr nah am Abgrund trister Kleinstadt-Vertreter-Biografien - im Komischen steckt immer schon das Drama. Einer, der das in Hollywood ungemein vorzüglich durchspielen kann, ist John C. Reilly, der in "Cedar Rapids" als Prolo-Versicherungs-Dandler die Tragödie des einsamen, Erfolgsprämien jagenden, gehetzt die Sau rauslassenden Vertreters in eine kuriose Performance überführt."
Birgit Roschy schrieb in der Zeit „Ed Helms bewegt sich in dieser ulkig vertrackten Komödie in einer ähnlichen Konstellation wie in den Hangover-Jungskomödien, in denen er als nerdiger Zahnarzt und Teil einer vergnügungswilligen Männermeute zum Watschenmann auserkoren wurde. Damit hören die Ähnlichkeiten auch schon auf, denn Regisseur Miguel Arteta setzt auf feingestrichelte Charakter- und Milieuzeichnung statt auf Haudrauf-Humor und Körperverletzung.“